# Liste der Monuments historiques in Saint-Macaire (Gironde)
Die Liste der Monuments historiques in Saint-Macaire (Gironde) führt die Monuments historiques in der französischen Gemeinde Saint-Macaire auf.

## Liste der Bauwerke
| Bezeichnung                  | Beschreibung | Standort                  | Kennzeichnung | Schutzstatus | Datum | Bild           |
| ---------------------------- | ------------ | ------------------------- | ------------- | ------------ | ----- | -------------- |
| Schloss Tardes               |              | (Lage)                    | PA00083893    | Classé       | 1997  | weitere Bilder |
| Kreuzgang                    |              | (Lage)                    | PA00083766    | Inscrit      | 1925  | weitere Bilder |
| Kirche St-Sauveur-St-Macaire |              | (Lage)                    | PA00083767    | Classé       | 1840  | weitere Bilder |
| Stadtbefestigung             |              | (Lage)                    | PA00083776    | Classé       | 1915  | weitere Bilder |
| Haus                         |              | (Lage)                    | PA00083773    | Inscrit      | 1973  | weitere Bilder |
| Haus                         |              | (Lage)                    | PA00083774    | Inscrit      | 1973  | weitere Bilder |
| Maison de Gassies            |              | (Lage)                    | PA33000062    | Inscrit      | 2002  |                |
| Haus Messidan                |              | (Lage)                    | PA00083769    | Classé       | 1889  | weitere Bilder |
| Haus                         |              | (Lage)                    | PA00083775    | Inscrit      | 1926  |                |
| Haus                         |              | Rue des Barres            | PA00083770    | Inscrit      | 1926  |                |
| Haus                         |              | Rue Carnot (Lage)         | PA00083771    | Inscrit      | 1941  | weitere Bilder |
| Haus                         |              | Place du Mercadiou (Lage) | PA00083772    | Inscrit      | 1935  | weitere Bilder |
| Relais Henri IV              |              | (Lage)                    | PA00083768    | Classé       | 1973  | weitere Bilder |

## Liste der Objekte
- Monuments historiques (Objekte) in Saint-Macaire (Gironde) in der Base Palissy des französischen Kultusministeriums